# Sölvesborg-Mjällby sparbank
Sölvesborg-Mjällby sparbank är en sparbank i Sölvesborgs kommun med kontor i Sölvesborg och Mjällby.
Sölvesborgs stads sparbank grundades 1839 och öppnade för allmänheten den 1 juni samma år. Sparbankshuset på Södergatan i Sölvesborg, ritat av Alfred Hellerström, stod klart 1915.
1968 övertogs Gammalstorp-Ysane sparbank (grundad 1925) och 1977 gick man ihop med Mjällby sparbank (grundad 1885). Den 1 april 1998 köptes Föreningsbankens kontor i Sölvesborg.

## Källhänvisningar
1. ↑  Om oss, Sölvesborg-Mjällby sparbank
2. ↑  Sparbankerna 1968, Statistiska centralbyrån, Stockholm 1969
3. ↑  Sparbankerna 1977, Statistiska centralbyrån, 1978